# Stanley Fischer
Stanley Fischer (hebrejsky סטנלי פישר‎; 15. října 1943 – 31. května 2025) byl izraelský ekonom a v letech 2005–2013 guvernér Izraelské centrální banky.

## Biografie
Narodil se v Severní Rhodesii (dnešní Zambie) a v letech 1962 až 1966 studoval v bakalářském a magisterském oboru ekonomii na London School of Economics a v roce 1969 v doktorském oboru rovněž ekonomii na Massachusettském technologickém institutu (MIT). V letech 1977 až 1988 byl profesorem na MIT Sloan School of Management, kde během svého působení sepsal ekonomické učebnice Macroeconomics (společně s Rüdigerem Dornbuschem a Richardem Startzem) a Lectures on Macroeconomics (s Olivierem Blanchardem). Byl též školitelem Bena Bernankeho, předsedy Federálního rezervního systému (FED).
Od ledna 1988 do srpna 1990 byl viceprezidentem a hlavním ekonomem Světové banky a poté od září 1994 do srpna 2001 působil jako první náměstek generálního ředitele Mezinárodního měnového fondu (MMF). Koncem roku 2001 se stal členem washingtonské ekonomické organizace Group of Thirty. Po odchodu z MMF pracoval od února 2002 do dubna 2005 v Citigroup, kde zastával funkce místopředsedy, prezidenta Citigroup International a předsedy Public Sector Client Group. Zemřel 31. května 2025.

### Guvernér Izraelské banky
Dne 1. května 2005 se stal guvernérem Izraelské banky a na tomto postu vystřídal Davida Kleina, jehož mandát vypršel k 16. lednu téhož roku. Před vlastním jmenováním se stal izraelským občanem, což byl nezbytný krok pro to, aby se mohl stát guvernérem. S izraelskou národní bankou přišel do kontaktu již v minulosti, a to v roce 1985, kdy působil jako americký vládní poradce pro plán ekonomické stabilizace Izraele. 2. května 2010 zahájil své druhé funkční období v pozici guvernéra.
Pod jeho vedením byla Izraelská banka roku 2010 zařazena Mezinárodním institutem pro rozvoj managementu (IMD) na první místo mezi centrálním bankami pro své efektivní fungování.
Fischer si získal uznání pro to, jak nastavil izraelskou ekonomiku po světové finanční krizi. V září 2009 byla Izraelská banka první bankou v rozvinutém světě, která navýšila své úrokové sazby.
V roce 2009 a 2010 získal hodnocení „A“ v rámci Central Banker Report Card publikované časopisem Global Finance.
V říjnu 2010 byl Fischer časopisem Euromoney vyhlášen nejlepším guvernérem banky roku 2010 a na výroční schůzi Světové banky a Mezinárodního měnového fondu ve washingtonském hotelu Willard InterContinental mu byla udělena cena Guvernéra Centrální banky pro rok 2010. Časopis ocenil „především
Fischerovu schopnost docílit ideální rovnováhy mezi zmírněním inflace a podporou ekonomického oživení.“ K Fischerovu výběru dále uvedl: „Odolnost Izraele během finanční krize i během jejího doznívání dokazuje, že Stanley Fischer si zaslouží úctu, které se mu v nejvyšších kruzích finančního společenství dostává.“
V červnu 2011 oznámil kandidaturu na post výkonného ředitele Mezinárodního měnového fondu, který se uvolnil po rezignaci Dominique Strausse-Kahna. Podle průzkumu agentury Reuters z května téhož roku byl přitom Fischer označen 21 z 56 předních světových ekonomů za nejvhodnějšího nástupce Strausse-Kahna. Stejný průzkum však zároveň za největšího favorita a nejpravděpodobnějšího nástupce označil francouzskou ministryni financí Christine Lagardeovou.
V červnu 2013 bylo premiérem Netanjahuem oznámeno, že Fischera po vypršení jeho funkčního období na pozici guvernéra centrální banky vystřídá Jacob A. Frenkel, který tuto pozici již zastával v letech 1991 až 2000. Nakonec ovšem funkci guvernérky centrální banky obsadila Karnit Flugová.
V roce 2006 mu byl udělen čestný doktorát na Hebrejské univerzitě.